# Різдвянська сільська рада
| Різдвянська сільська рада — колишній орган місцевого самоврядування у Новомиколаївському районі Запорізької області з адміністративним центром у с. Різдвянка. Історична дата утворення: в 1796 році[джерело?]. Сільській раді підпорядковані населені пункти: - с. Різдвянка |
| - За деякими даними, історично сільська громада існує з 1796 року (потребує уточнення). - У радянський період діяла як Різдвянська сільська рада депутатів трудящих. - У Державному архіві Запорізької області зберігаються документи ради та її виконкому за періоди 1921–1928 і 1943–2000 років. - У результаті адміністративно-територіальної реформи 2020 року рада була ліквідована, а її територія увійшла до складу укрупненої громади. |
| На території сільської ради діяли: - загальноосвітня школа (згодом підпорядкована Новомиколаївській районній раді); - бібліотека; - будинок культури; - фельдшерсько-акушерський пункт. |

## Склад ради
Рада складається з 15 депутатів та голови.

### Керівний склад ради
| ПІБ                          | Основні відомості                                                 | Дата обрання | Дата звільнення |
| ---------------------------- | ----------------------------------------------------------------- | ------------ | --------------- |
| Білик Григорій Володимирович | Сільський голова, 1960 року народження, освіта, безпартійний      | 26.03.2006   | 31.10.2010      |
| Білик Григорій Володимирович | Сільський голова, 1960 року народження, освіта вища, безпартійний | 31.10.2010   |                 |

Примітка: таблиця складена за даними джерела